# Heute – in Europa
Heute – in Europa – serwis informacyjny stacji ZDF o tematyce europejskiej.
Znajdują się w nim tematy i bieżące wydarzenia, na temat najważniejszych informacji z krajów Europy.
- Godzina emisji – 16:00
- Czas trwania 15 minut, od poniedziałku do piątku.
- Prowadzą:
  - Hülya Özkan
  - Andreas Klinner